# Sovínky
Sovínky là một chợ huyện thuộc huyện Mladá Boleslav, vùng Středočeský, Cộng hòa Séc.